# Tricoryne tenella
Tricoryne tenella är en grästrädsväxtart som beskrevs av Robert Brown. Tricoryne tenella ingår i släktet Tricoryne och familjen grästrädsväxter. Inga underarter finns listade i Catalogue of Life.